# يان سبينس
يان سبينس هو عالم نفس كندي، ولد في 1944.